# Desfiladero de Monrebey
El desfiladero de Monrebey (en catalán Congost de Mont-Rebei) es un paraje que se localiza entre las provincias de Huesca y de Lérida (España), entre las comarcas de la Ribagorza y el Pallars Jussá. Se constituye en la parte más estrecha por la que el río Noguera Ribagorzana, que constituye la frontera natural entre Aragón y Cataluña, atraviesa la sierra del Montsec, paredes en caída vertical de más de 500 metros y una anchura en su punto mínimo de 20 metros. La parte catalana forma parte de la Reserva Natural de la Noguera. Está dentro del Espacio de Interés Natural de la Sierra del Montsec.
Fue adquirido en 1999 por la Fundació Territori i Paisatge  (actualmente conocida como la Fundació Catalunya-La Pedrera) con el objetivo de preservar sus valores naturales y de paisaje.

## Descripción
En el lado aragonés, se extiende la orilla derecha del río, al norte del desfiladero, la torre del Castillo de Chiriveta y dos iglesias románicas: Nuestra Señora del Congost y Nuestra Señora del Congost Vieja (en ruinas).
En la parte catalana, el paso por el desfiladero se hace íntegramente por un camino excavado en la roca, y en algunos puntos por túnel. Al sur, el camino gana altitud y recorre las faldas de la montaña hasta divisar el embalse.
El desfiladero de Monrebey, que ocupa una extensión de 600 hectáreas, constituye uno de los espacios naturales más singulares del Prepirineo, tanto desde el punto de vista paisajístico, al ser el único gran desfiladero libre de infraestructuras, como por su gran biodiversidad.

## Naturaleza

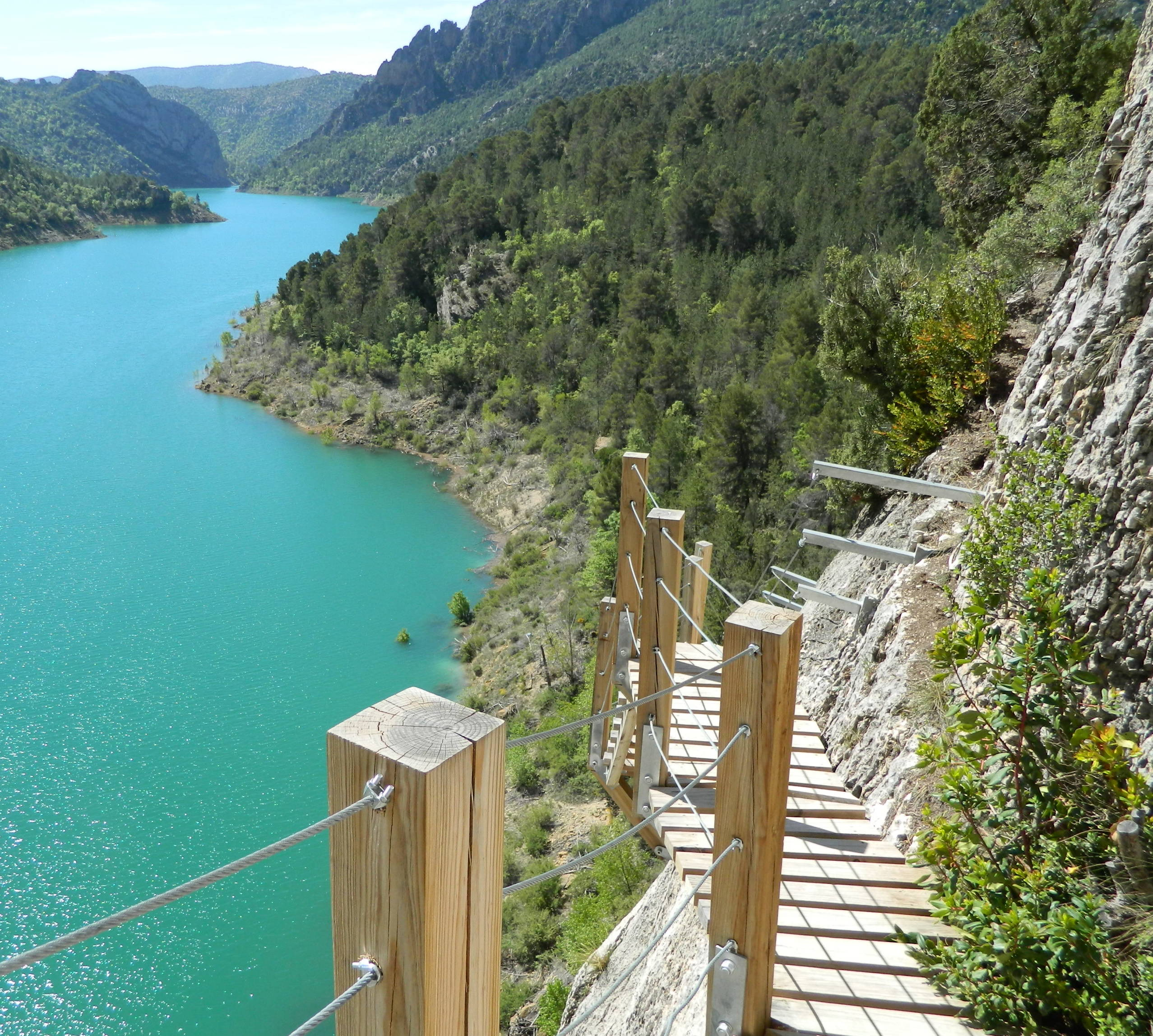
Sendero del desfiladero.

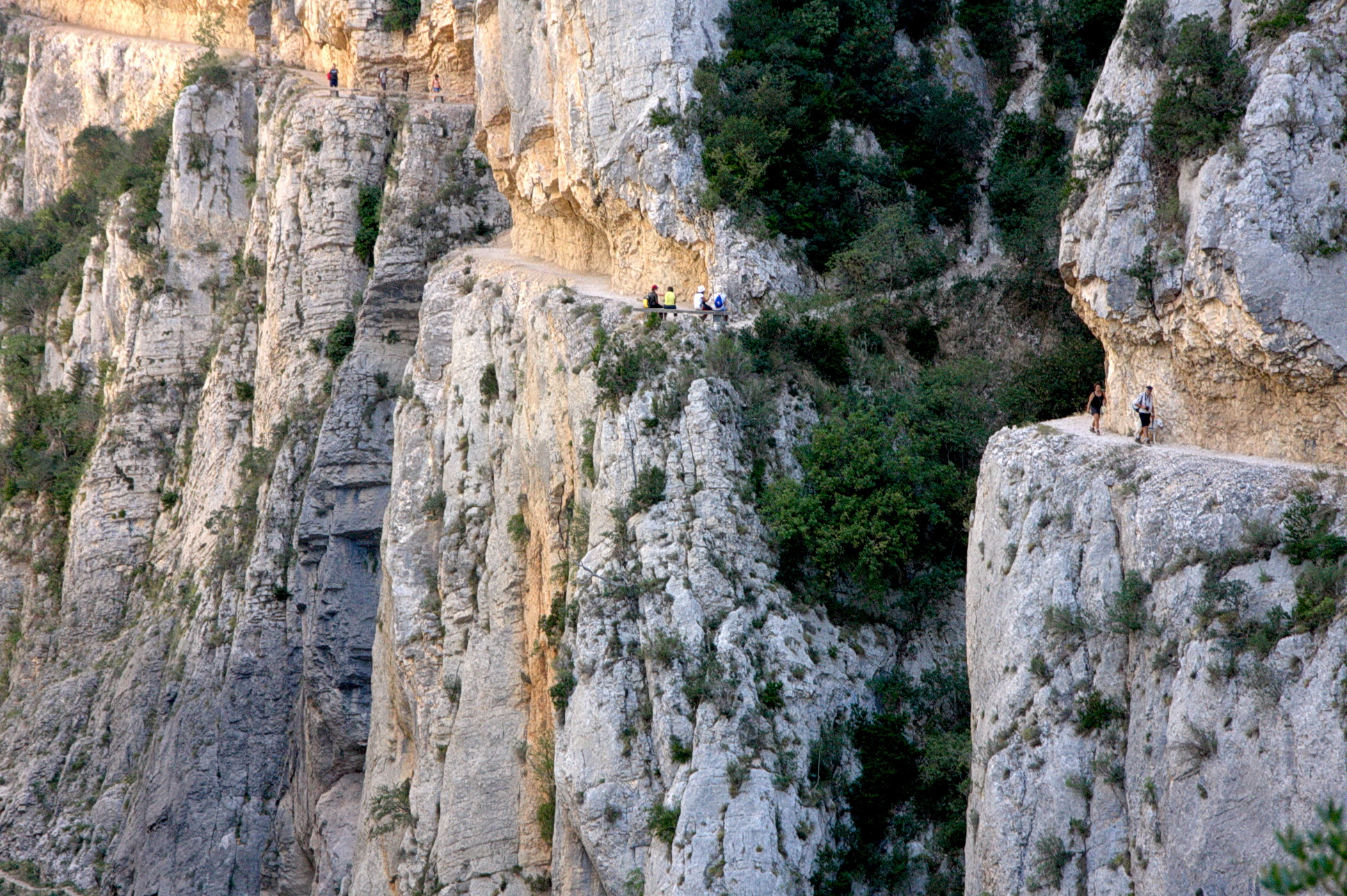
Camino en las paredes.

La flora y la vegetación se dividen en dos grandes zonas: la vegetación mediterránea de la vertiente sur, donde las protagonistas son las encinas, los matorrales y los prados secos, y la vegetación eurosiberiana de la vertiente norte, dominada por robledales. Destacan varias endemismos de especies rupícolas como la corona de rey (Saxifraga longifolia) o la oreja de oso (Ramonda myconi). También hay especies relictas, supervivientes de otras épocas, como el haya (Fagus sylvatica), o también especies que habitan gracias al sustratos y el microclima especiales del desfiladero, como la encina cantábrica.
Habitan diversas especies faunísticas interesantes. Dentro del grupo de las aves, abundan los grandes aves rapaces propias de los riscos: el quebrantahuesos (Gypaetus barbatus), el alimoche (Neophron percnopterus), el buitre leonado (Gyps fulvus), el águila real (Aquila chrysaetos), el halcón peregrino (Falco peregrinus), así como la chova amarilla (Pyrrhocorax pyrrhocorax), pico rojo (Pyrrhocorax graculus) y el treparriscos (Tichodroma muraria). Entre los mamíferos, existe la nutria común (Lutra lutra), el gato montés (Felis silvestris), la marta (Martes martes), el corzo (Capreolus capreolus), el topo (Talpa europaea) y numerosas especies de murciélagos.

## Escalada y excursionismo
El hecho de que no se hayan podido construir carreteras para llegar a este paraje le convierte en uno de los pocos territorios vírgenes de ambas provincias. Han sido varios los intentos de crear un camino a lo largo del desfiladero. En 1912, se trató de excavar en la piedra para poder acceder a la herradura de la misma. Sin embargo, la necesidad de llevar agua a través del embalse de Canelles hizo que el agua tapara dicha senda. Posteriormente, en los años 1960 se realizó otro camino más elevado que tuvo que ser reconstruido en 1984 tras el recrecimiento de Canelles de 1977. La descripción de la ruta y el track GPS se encuentra en Wikiloc, que también incluye referencias a numerosa información, fotos y un vídeo que ayudarán al visitante, incluyendo las Pasarelas de Montfalcó.
En 2013 se inauguraron las pasarelas de Monfalcó. Un camino natural que recorre el desfiladero por el pueblo abandonado de Huesca y cruza hasta La Masieta de Monrebey en una ruta de unos 4 kilómetros, uniendo Aragón y Cataluña a través del desfiladero.
Tiene gran atractivo para escaladores (excepto en los meses de diciembre a junio en que deben respetar la crianza de las aves que anidan en las paredes de piedra), espeleólogos que encuentran aquí alguna cueva como la Colomera, y amantes del senderismo, donde pueden practicarlo sin gran dificultad, disfrutando en general y en algunos tramos en particular, como es el caso de un tramo de camino semiesculpido en la roca, de un paisaje excepcional. 
Se puede llegar desde las poblaciones de Monfalcó, San Esteban de la Sarga, Ager, Puente de Montañana y Tremp.